# Lispe leucospila
Lispe leucospila este o specie de muște din genul Lispe, familia Muscidae. A fost descrisă pentru prima dată de Christian Rudolph Wilhelm Wiedemann în anul 1830. Conform Catalogue of Life specia Lispe leucospila nu are subspecii cunoscute.